# Центральноазійське повстання (1916)

Височайше веління. Про залучення чоловічого інородницького населення Імперії до робіт по влаштуванню оборонних споруд та військових сполучень у районах діючої армії, а також для будь-яких інших, необхідних для державної оборони робіт

Центральноазійське повстання — національно-визвольне антиросійське повстання 1916 року проти колоніальної політики Російської імперії та колонізаторів. Перша велика колоніальна революція XX століття .
Розпочавшись із протесту проти набору до тилових частин діючої армії, рух переріс у національно-визвольне збройне повстання, що продовжувалось у деяких місцевостях кілька місяців та примусило владу для його придушення відтягти військові частини з фронту.
За весь час панування у середньоазійських колоніях Російська імперія не знала повстання такого розмаху.
Революційний вибух охопив у 1916 ряд районів Узбекистану, Киргизстану, Казахстану і перекинувся на території повітів Сибіру, Нижнього Поволжя (Калмикія) та Північного Кавказу.

## Передумови

### Російська експансія
Планомірний наступ російського війська на Центральну Азію був розгорнутий у 30-х — 40-хі роках 19-го ст. після захоплення північних провінцій Персії та досягнення панування на Каспійському морі (Гюлістанська (1813) та Туркманчайська (1828) угоди). 
У 1853 захоплена Ак-Мечеть, 1865 — Ташкент. З 1868, після взяття Самарканда, бухарський емір став васалом російського царя. Від 1873 року Хівинське ханство підкорилася Росії, а 1876 року було приєднане Кокандське ханство (Фергана) .

### Національно-визвольний рух
Національно-визвольний рух другої половини 1916 року у Центральноазійській частині Російської імперії, у час військової поразки її на фронті Першої світової війни, може розглядатися як складова підготовки революційних подій 1917 року, що випливає із характеру та перебігу подій, коли широкі маси селянства та ремісничі верстви населення міст повстали проти російського владарювання на територіях, заселених неросійськими народами, де діяли подібні форми й характер експлуатації корінного населення .
Свідок і учасник подій 1916 року у киргизьких землях, Григорій Бройдо, зазначив у своїх показаннях прокуророві Ташкентської Судової Палати 3 вересня 1916 року :
| Офіційна і ліберальна дореволюційна Росія висувала різні пояснення цього повстання. Зображували цей рух, як націоналістично-релігійний рух, пояснювали його підступами Туреччини і т. ін. Деякі ліберали, як, напр., Керенський, навіть наважувалися вказувати на земельну політику Переселенського Управління, яка, мовляв, «занадто вже багато» забрала у киргизів землі. Але основне і головне - безпосередня діяльність влади, спрямована на те, щоб викликати, провокувати повстання для знищення людського матеріалу Киргизії і для розчищення землі для нових колонізацій - ця обставина ретельно затушовувалася. Оригінальний текст (рос.) Официальная и либеральная дореволюционная Россия выдвигала разные об'яснения этого восстания. Рисовали это движение, как националистически-религиозное движение, об'ясняли его происками Турции и т. п. Некоторые либералы, как, напр., Керенский, даже решались указывать на земельную политику Переселенческого Управления, которая, дескать, «слишком уж много» забрала у киргиз земли. Но основное и главное — непосредственная деятельность власти, направленная на то, чтобы вызвать, провоцировать восстание для уничтожения человеческого материала Киргизии и для расчистки земли для новых колонизации — это обстоятельство тщательно затушевывалось. |
Безпосереднім приводом до подій 1916 року стали заходи, вжиті місцевою владою на виконання «Височайшого веління» «Про залучення чоловічого інородницького населення Імперії до робіт по влаштуванню оборонних споруд та військових сполучень у районах діючої армії, а також для будь-яких інших, необхідних для державної оборони робіт». Внаслідок традиційної безкарності та корумпованості колоніальної влади заходи були вжиті з порушенням діючого законодавства, що загострило ситуацію.

## Наслідки

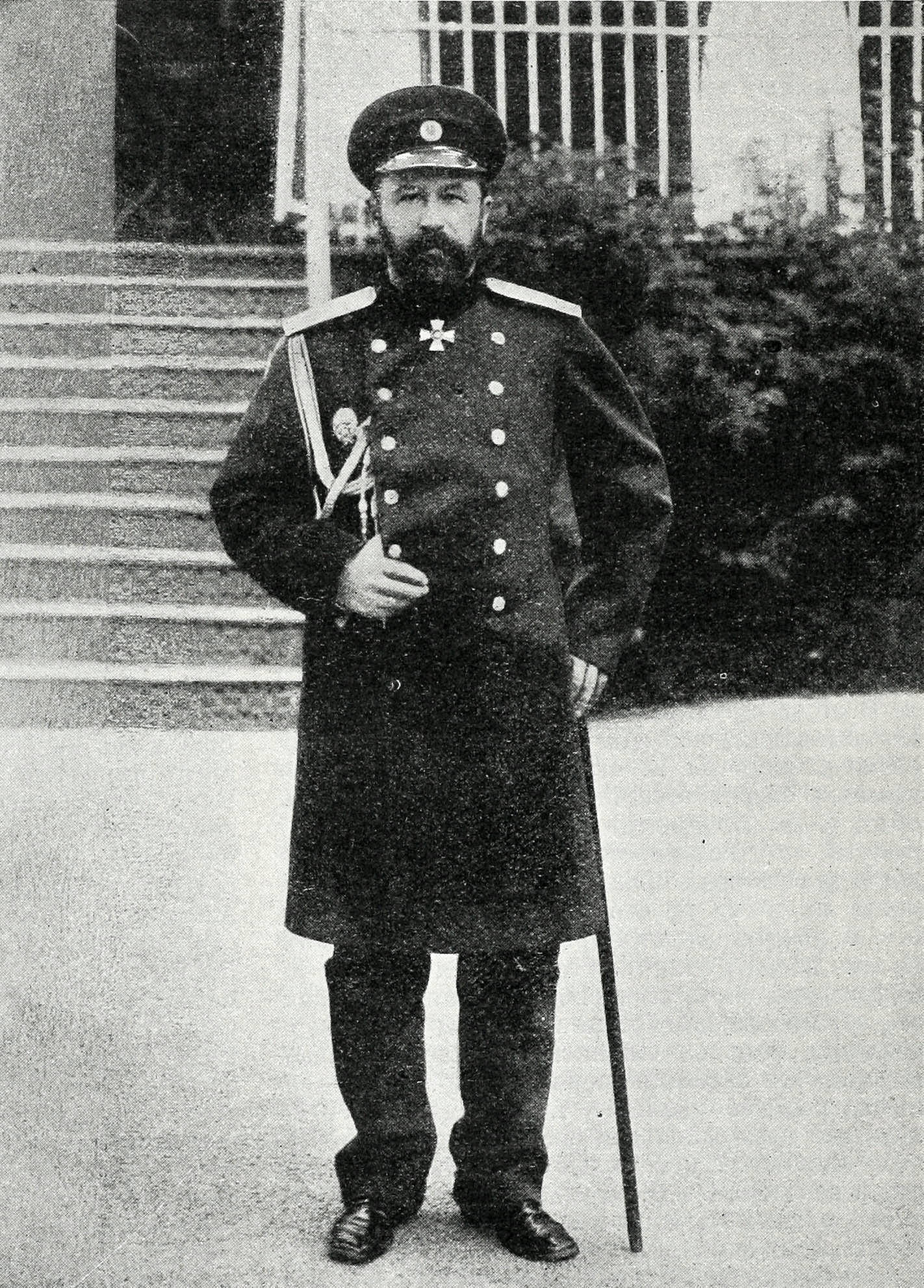
Олексій Куропаткін

Більшовицьке керівництво СРСР розглядало повстання 1916 року як досвід колоніальної революції в епоху імперіалізму, уроки якого можуть бути використані компартіями за кордонами СРСР, особливо в країнах Сходу .

## Вшанування

### На державному рівні
2 листопада 2017 року Жогорку Кенеш Киргизстану   . Президент Атамбаєв Алмазбек підписав Указ «Про встановлення Днів історії та пам'яті предків».